# Hexàgon hivernal

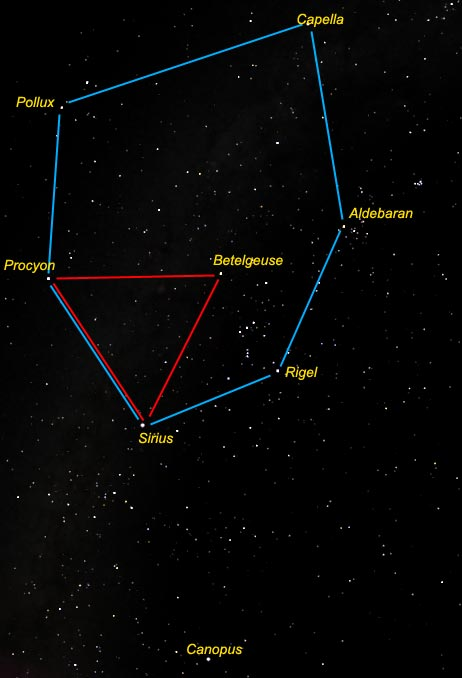
L'Hexàgon hivernal, amb el triangle hivernal inscrit i els noms de les estrelles dels vèrtexs

L'Hexàgon hivernal o cercle/oval hivernal és un asterisme que s'assembla a la forma d'un hexàgon amb els vèrtexs en les estrelles Rigel, Aldebaran, Capella, Pollux, Proció i Sírius. Es troba majoritàriament a l'hemisferi nord de l'esfera celeste. En la majoria de llocs de la Terra (excepte l'illa del Sud de Nova Zelanda i el sud de Xile i l'Argentina i més al sud), aquest asterisme domina el cel nocturn des de desembre a març, aproximadament. Als tròpics i a l'hemisferi sud, a l'asterisme -que s'anomena Hexàgon estival- s'hi pot afegir la brillant estrella Canopus.
Més petit i de forma més regular hi ha el Triangle Hivernal (també conegut com el Gran Triangle del Sud), gairebé un triangle equilàter que comparteix dos vèrtexs (Sirius i Proció) amb l'Hexàgon hivernal. El tercer vèrtex és Betelgeuse, que rau vora el centre de l'hexàgon. Aquestes tres estrelles són tres dels deu objectes més brillants fora del sistema solar que es poden veure des de la Terra. Betelgeuse és fàcil de localitzar, estant a l'espatlla d'Orió, que ajuda els buscadors d'estrelles a localitzar el triangle. Una vegada es té el triangle identificat, l'hexàgon es localitza seguidament.
Algunes de les estrelles de l'hexàgon poden trobar-se independentment una de l'altra seguint diverses línies traçades mitjançant diverses estrelles d'Orió.
Les estrelles de l'hexàgon són part de sis constel·lacions. Vistes en sentit antihorari i partint de Rigel a Orió, tenim: Taure, Auriga, Bessons, Canis minor i Canis major.